# Heinrich Martens (Musikpädagoge)
Heinrich Martens (* 5. Juni 1876 in Hankensbüttel-Isenhagen; † 31. Dezember 1964 in Berlin) war ein deutscher Musikpädagoge.

## Leben und Werk
Heinrich Martens war Schüler von Julius Spengel in Hamburg und von Robert Radecke, Theodor Krause, Arthur Egidi und Carl Thiel am Königlichen Institut für Kirchenmusik in Berlin.
Ab 1903 unterrichtete Heinrich Martens am Lyceum in Itzehoe und von 1907 bis 1924 am Realgymnasium in Altona. 1924 wurde er als Professor für Musikerziehung, Solo- und Chorgesang an die Staatliche Akademie für Kirchen- und Schulmusik Berlin berufen. Hier wirkte er von 1933 bis 1945 als stellvertretender Direktor.
Von 1945 bis 1950 wirkte Heinrich Martens als stellvertretender Direktor an der Hochschule für Musik Berlin-Charlottenburg und leitete ihre musikpädagogische Abteilung.
Heinrich Martens war Herausgeber und Mitarbeiter einiger Reihe von schulmusikalischen Veröffentlichungen. Er gab unter anderem die Reihen Beiträge zur Schulmusik (8 Bände, Lahr 1930 bis 1932, zusammen mit Richard Münnich), Musikalische Formen in historischen Reihen (20 Hefte, Berlin 1930 bis 1937, umgearbeitet Wolfenbüttel 1957 bis 1968) und Kleine Werke großer Meister (Breslau 1933) heraus.